# Amedeo I di Savoia
Amedeo I di Savoia detto Coda (1000 circa – 1051) fu Conte di Moriana, Conte d'Aosta, conte del Chiablese e signore di Bugey, dal 1047 o 1048 alla sua morte.
Il suo soprannome deriva dal fatto che, convocato a Verona (secondo lo storico C. W. Previté-Orton, nel suo The early history of the house of Savoy (1000-1233)) o a Roma (secondo lo storico Samuel Guichenon, nel suo Histoire généalogique de la royale maison de Savoie) dall'imperatore Enrico III, rifiutò di entrare nella città fino a quando gli fu concesso di portarsi dietro la propria scorta; lo storico francese Victor Flour de Saint-Genis, nel suo Histoire de Savoie, a pagina 178 riporta l'avvenimento come raccontato dallo storico del XVI secolo, Guillaume Paradin.

## Origine
Amedeo era il figlio primogenito del Conte di Moriana e del Chiablese Umberto I Biancamano e di Ancilia o Ancilla d'Aosta, come ci viene confermato da due documenti de Il conte Umberto I (Biancamano) e il re Ardoino: ricerche e documenti, il n° IX, e il n° X.
Umberto I Biancamano, secondo la cronaca di Giovanni d'Orville soprannominato Cabaret, era figlio di un certo Beroldo di Sassonia, nipote di Ottone II di Sassonia, quindi il bisnonno di Biancamano era l'imperatore Ottone I. La madre era Caterina di Schiren o di Baviera.
Di Ancilia d'Aosta non si conoscono esattamente gli ascendenti, ma sussistono diverse teorie:
- Ancilia d'Aosta (o Ancilla o Auxilia), figlia di Anselmo d'Aosta e di Aldiud, secondo lo storico Charles Previté-Orton (Charles Previté-Orton)[6], confermato indirettamente da Rodolfo il Glabro, quando parla di suo figlio Burcardo, prima vescovo di Aosta, poi di Lione (Burcardo III) e infine rettore laico dell'Abbazia territoriale di San Maurizio d'Agauno, secondo Rodolfo il Glabro[7] e infine dal documento n° XLI de Il conte Umberto I (Biancamano) e il re Ardoino : ricerche e documenti del 1052, in cui l'altro figlio, Aimone, si dichiara nipote di Ulrico, fratello di Ancilia (avunculo meo comite Oudolrico)[8];
- Ancilia di Nyon (o Ancilla o Auxilia), figlia di Anselmo di Nyon e di Aldiud,[9];
- Ancilia di Lenzbourg (o Ancillia di Lensbourg), (974-?), figlia di Arnold Von Schannis, maggiordomo della casata di Borgogna, secondo le Europäische Stammtafeln[10], vol II, 190 (non consultate)[11].

## Biografia
Amedeo compare citato assieme al padre Umberto e/o la moglie Adelgida in diversi documenti:
- con il documento n° IX de Il conte Umberto I (Biancamano) e il re Ardoino: ricerche e documenti dell'8 aprile 1022, Umberto assieme ai figli, Amedeo e Burcardo (nostro amico Humberto comiti et duobus heredibus filiis eius quorum unus dicitur Amedeus et alter Burchardus episcopus), ricevette in donazione diversi possedimenti nella contea di Ginevra, esclusi quelli spettanti alla regina, Ermengarda di Moriana[4]
- il documento n° X de Il conte Umberto I (Biancamano) e il re Ardoino: ricerche e documenti del 22 ottobre 1030, Umberto e la moglie, Ancilia (Uberti comitis, Anciliæ uxoris eius) sottoscrivono un documento di donazione del loro figlio, Amedeo e della nuora, Adelgida (Amedeus filius Uberti comitis et Adaelgida uxor mea)[5]; questo documento è riportato anche dal Regesta comitum Sabaudiae, marchionum in Italia ab ultima stirpis origine ad an. MDCCLIII[12]
- dopo il 1030 Amedeo fece una seconda donazione al priorato di Bugey, assieme alla moglie Adele (Amedei et ejus illustrissimae conjugis Adelae)[13]
- e ancora in una data incerta (probabilmente 1036[14]) Amedeo fece una donazione al monastero di Cluny, assieme alla moglie, Adele (Amedeus comes et uxor mea Adela)[15]
- prima del 1037 Umberto e il figlio Amedeo (Domnum Humbertum comitem et filium eius Amadeum), furono presenti alla fondazione del priorato di Burbanche, nel Bugey, come ci viene confermato dal documento di pag 27 della sezione documenti del libro Documenti sigilli e monete appartenenti alla storia della monarchia di Savoia dello storico e numismatico Luigi Cibrario[16]
- nel 1040 Umberto fece una donazione ai canonici della chiese di Sant'Orso e San Giovanni di Aosta, con l'approvazione dei figli Amedeo, Burcardo, Aimone e Oddone(Oddo, Amedeus comes, Aymo Sedunensis episcopus, Brochardus filius Huberti comitis) e del nipote Pietro (Petrus marchio filius Odonis)[17]
- nel 1046 controfirmò (Domni Amedei comitis) il documento n° 212 del Cartulaire de l'abbaye de Saint-André-Le-Bas-de-Vienne, di Aimone (molto probabilmente il fratello Aimone)[18].

Alla morte del padre Amedeo gli succedette in tutti i suoi titoli.
Consolidò le posizioni del padre in Savoia e nella Moriana e fondò il priorato del Bourget-du-Lac.
Secondo lo storico francese Victor Flour de Saint-Genis, nel suo Histoire de Savoie, l'imperatore Enrico III il Nero diede in dono ad Amedeo la città di Asti.
Alla sua morte, avvenuta dopo il 12 dicembre 1051, la sua salma fu inumata nella cattedrale di San Giovanni di Moriana; siccome il figlio primogenito gli era premorto e il secondogenito era un ecclesiastico (forse premorto al padre) i suoi titoli passarono a fratello Oddone di Savoia (1017-1060).

## Matrimonio e discendenza
Amedeo, nel 1030 circa, aveva sposato Adela (o Adalegida, o Adelaide), di cui non si conoscono gli ascendenti. Adela viene citata in quattro documenti assieme al marito:

- il documento n° X de Il conte Umberto I (Biancamano) e il re Ardoino: ricerche e documenti del 22 ottobre 1030 e n° LXXIX del Regesta comitum Sabaudiae, marchionum in Italia ab ultima stirpis origine ad an. MDCCLIII

- il documento n° XI de Il conte Umberto I (Biancamano) e il re Ardoino: ricerche e documenti dopo il 1030, Amedeo fece una seconda donazione al priorato di Bugey

- il documento n° XII de Il conte Umberto I (Biancamano) e il re Ardoino: ricerche e documenti in una data incerta (probabilmente 1036)

- il documento n° LXXXI del Regesta comitum Sabaudiae, marchionum in Italia ab ultima stirpis origine ad an. MDCCLIII dopo il 1030, per il figlio Umberto, morto

Amedeo da Adela ebbe due figli:
- Umberto († prima del 1051), infatti vi è il documento n° LXXXI del Regesta comitum Sabaudiae, marchionum in Italia ab ultima stirpis origine ad an. MDCCLIII, non datato, ma posteriore al 1030, in cui i genitori (Comes Amedeus et Adela uxor eius) fanno un'offerta per l'eterno riposo del figlio, Umberto (pro requie Uberti filii)[22]
- Aimone († tra il 1050 e il 1060) vescovo di Belley, dal 1032, come ci conferma Il conte Umberto I (Biancamano) e il re Ardoino: ricerche e documenti alle pagine 84 e 85[23], vi è inoltre il documento n° 2 del Petit cartulaire de l'abbaye de Saint-Sulpice en Bugey, che riferisce di una donazione, in data imprecisata, fatta da Amedeo, citato come conte di Belley, alla chiesa di Belley, dove il vescovo Aimone si definisce figlio di Amedeo[24].

### Fonti primarie
- (LA)  Cartulaire de l'abbaye de Saint-André-Le-Bas-de-Vienne1
- (IT, LA)  Il conte Umberto I (Biancamano) e il re Ardoino : ricerche e documenti
- (LA)  Petit cartulaire de l'abbaye de Saint-Sulpice en Bugey
- (LA)  Regesta comitum Sabaudiae
- (IT, LA)  Documenti sigilli e monete appartenenti alla storia della monarchia di Savoia
- (IT, LA)  Rodolfo il Glabro, "Cronache dell'anno mille", Mondadori, 2005.

### Letteratura storiografica
- (FR)  Histoire de Savoie, d'après les documents originaux,... par Victor ... Flour de Saint-Genis. Tome 1
- (FR)  Histoire généalogique de la royale maison de Savoie, justifiée par titres, ..par Guichenon, Samuel
- (EN)  The early history of the house of Savoy (1000-1233)
- Decio Cinti, I Savoia dalle origini della dinastia ai nostri giorni. Cenni biografici e storici con numerose illustrazioni, Casa Editrice Sonzogno, Milano 1929.
- Maria José di Savoia, Le origini di Casa Savoia, Oscar Storia Mondadori, Milano 2001.
- Gianni Oliva, I Savoia.